# Karel Michalski
Karel Michalski, též Karol Michalski (17. listopadu 1934 – 20. dubna 2009), byl český a československý politik Komunistické strany Československa polské národnosti a poslanec Sněmovny lidu Federálního shromáždění za normalizace.

## Biografie
Ve věku 16 let už začal fárat do uhelných dolů. Původně byl důlním zámečníkem, postupně se vypracoval na personálního náměstka bývalého Dolu ČSA. Angažoval se v polsko-české spolupráci v regionu Karvinska. Byl aktivní ve spolkovém životě a sportovních oddílech. V Karviné se pořádá na jeho počest Memoriál Karla Michalského. Počátkem 90. let založil s partnery z Polska firmu Katim, s.r.o., která působila jako obchodní partner firmy OKD.
K roku 1971 se profesně uvádí jako předseda Okresního výboru KSČ. K roku 1976 jako zástupce ředitele dolu ČSA.
Ve volbách roku 1971 zasedl do Sněmovny lidu (volební obvod č. 118 - Karviná, Severomoravský kraj). Mandát obhájil ve volbách roku 1976 (obvod Karviná), volbách roku 1981 (obvod Uherské Karviná) a volbách roku 1986 (obvod Karviná) . Ve Federálním shromáždění setrval do konce funkčního období, tedy do svobodných voleb v roce 1990. Netýkaly se ho takzvané kooptace do Federálního shromáždění po sametové revoluci.